# 全米映画俳優組合賞主演女優賞
全米映画俳優組合賞主演女優賞（ぜんべいえいがはいゆうくみあいしょうしゅえんじょゆうしょう、英文表記：Screen Actors Guild Award for Outstanding Performance by a Female Actor in a Leading Role）は、映画俳優組合が映画女優に贈る賞である。

## 統計
| 最高記録                   | 主演女優                                                                           | 主演女優 | 助演女優                                                | 助演女優 | 総計 | 総計 |
| -------------------------- | ---------------------------------------------------------------------------------- | -------- | ------------------------------------------------------- | -------- | --- | ---- |
| 最多受賞女優               | フランシス・マクドーマンド、レネー・ゼルウィガー、ヴィオラ・デイヴィス             | 2        | ケイト・ウィンスレット                                  | 2        | レネー・ゼルウィガー、ヴィオラ・デイヴィス | 3    |
| 最多候補女優               | メリル・ストリープ                                                                 | 10       | ケイト・ブランシェット                                  | 5        | メリル・ストリープ | 11   |
| 受賞経験無しの最多候補女優 | ジュディ・デンチ                                                                   | 6        | エイミー・アダムス                                      | 4        | エイミー・アダムス、ニコール・キッドマン | 6    |
| 複数の候補者を持つ作品     | —                                                                                  |          | *                                                       | 2        | 『シカゴ』、『ダウト〜あるカトリック学校で〜』、『ヘルプ 〜心がつなぐストーリー〜』、『女王陛下のお気に入り』、『スキャンダル』、『エブリシング・エブリウェア・オール・アット・ワンス』 | 3    |
| 最年長受賞者               | グレン・クローズ （『天才作家の妻 40年目の真実』、2018年）                         | 71       | グロリア・スチュアート （『タイタニック』、1997年）     | 87       | グロリア・スチュアート （『タイタニック』、1997年） | 87   |
| 最年長候補者               | ジュディ・デンチ （『ヴィクトリア女王 最期の秘密』、2017年）                       | 83       | グロリア・スチュアート （『タイタニック』、1997年）     | 87       | グロリア・スチュアート （『タイタニック』、1997年） | 87   |
| 最年少受賞者               | ジェニファー・ローレンス （『世界にひとつのプレイブック』、2012年）                | 22       | ケイト・ウィンスレット （『いつか晴れた日に』、1995年） | 20       | ケイト・ウィンスレット （『いつか晴れた日に』、1995年） | 20   |
| 最年少候補者               | エヴァン・レイチェル・ウッド （『サーティーン あの頃欲しかった愛のこと』、2003年） | 16       | ダコタ・ファニング （『アイ・アム・サム』、2001年）     | 7        | ダコタ・ファニング （『アイ・アム・サム』、2001年） | 7    |

*『フォレスト・ガンプ/一期一会』、『マルコヴィッチの穴』、『あの頃ペニー・レインと』、『シカゴ』、『バベル』、『ダウト〜あるカトリック学校で〜』、『マイレージ、マイライフ』、『ザ・ファイター』、『ヘルプ 〜心がつなぐストーリー〜』、『女王陛下のお気に入り』、『スキャンダル』、『エブリシング・エブリウェア・オール・アット・ワンス』

## 受賞及び候補者一覧
備考: 
- "†" - 同年のアカデミー主演女優賞受賞者
- "‡" - 同年のアカデミー主演女優賞候補者

### 1990年代
| 年   | 受賞及び候補者                   | 作品名                                 | 役名                             |
| ---- | -------------------------------- | -------------------------------------- | -------------------------------- |
| 1994 | ジョディ・フォスター             | 『ネル』                               | ネル・ケルティ ‡                 |
| 1994 | ジェシカ・ラング                 | 『ブルースカイ』                       | カーリー・マーシャル †           |
| 1994 | メグ・ライアン                   | 『男が女を愛する時』                   | アリス・グリーン                 |
| 1994 | スーザン・サランドン             | 『依頼人』                             | レジー・ラブ ‡                   |
| 1994 | メリル・ストリープ               | 『激流』                               | ゲイル・ハートマン               |
| 1995 | スーザン・サランドン             | 『デッドマン・ウォーキング』           | ヘレン・プレイジェーン †         |
| 1995 | ジョアン・アレン                 | 『ニクソン』                           | パット・ニクソン                 |
| 1995 | エリザベス・シュー               | 『リービング・ラスベガス』             | セーラ ‡                         |
| 1995 | メリル・ストリープ               | 『マディソン郡の橋』                   | フランチェスカ・ジョンソン ‡     |
| 1995 | エマ・トンプソン                 | 『いつか晴れた日に』                   | エレノア・ダッシュウッド ‡       |
| 1996 | フランシス・マクドーマンド       | 『ファーゴ』                           | マージ・ガンダーソン †           |
| 1996 | ブレンダ・ブレッシン             | 『秘密と嘘』                           | シンシア ‡                       |
| 1996 | ダイアン・キートン               | 『マイ・ルーム』                       | ベッシー ‡                       |
| 1996 | ジーナ・ローランズ               | 『ミルドレッド』                       | ミルドレッド・ホークス           |
| 1996 | クリスティン・スコット・トーマス | 『イングリッシュ・ペイシェント』       | キャサリン・クリフトン ‡         |
| 1997 | ヘレン・ハント                   | 『恋愛小説家』                         | キャロル・コネリー †             |
| 1997 | ヘレナ・ボナム＝カーター         | 『鳩の翼』                             | ケイト ‡                         |
| 1997 | ジュディ・デンチ                 | 『Queen Victoria 至上の恋』            | ヴィクトリア女王 ‡               |
| 1997 | パム・グリア                     | 『ジャッキー・ブラウン』               | ジャッキー・ブラウン             |
| 1997 | ロビン・ライト                   | 『シーズ・ソー・ラヴリー』             | モーリーン                       |
| 1997 | ケイト・ウィンスレット           | 『タイタニック』                       | ローズ・デウィット・ブケイター ‡ |
| 1998 | グウィネス・パルトロー           | 『恋におちたシェイクスピア』           | ヴァイオラ・デ・レセップス †     |
| 1998 | ケイト・ブランシェット           | 『エリザベス』                         | エリザベス1世 ‡                  |
| 1998 | ジェーン・ホロックス             | 『リトル・ヴォイス』                   | リトル・ヴォイス                 |
| 1998 | メリル・ストリープ               | 『母の眠り』                           | ケイト・グルデン ‡               |
| 1998 | エミリー・ワトソン               | 『ほんとうのジャクリーヌ・デュ・プレ』 | ジャクリーヌ・デュ・プレ ‡       |
| 1999 | アネット・ベニング               | 『アメリカン・ビューティー』           | キャロライン・バーナム ‡         |
| 1999 | ジャネット・マクティア           | Tumbleweeds                            | マリー・ジョー・ウォーカー ‡     |
| 1999 | ジュリアン・ムーア               | 『ことの終わり』                       | サラ・マイルズ ‡                 |
| 1999 | メリル・ストリープ               | 『ミュージック・オブ・ハート』         | ロベルタ・ガスパーリ ‡           |
| 1999 | ヒラリー・スワンク               | 『ボーイズ・ドント・クライ』           | ブランドン・ティーナ †           |

### 2000年代
| 年   | 受賞及び候補者                 | 作品名                                          | 役名                                     |
| ---- | ------------------------------ | ----------------------------------------------- | ---------------------------------------- |
| 2000 | ジュリア・ロバーツ             | 『エリン・ブロコビッチ』                        | エリン・ブロコビッチ †                   |
| 2000 | ジョアン・アレン               | 『ザ・コンテンダー』                            | ライラ・ハドソン ‡                       |
| 2000 | ジュリエット・ビノシュ         | 『ショコラ』                                    | ヴィアンヌ ‡                             |
| 2000 | エレン・バースティン           | 『レクイエム・フォー・ドリーム』                | サラ・ゴールドファーブ ‡                 |
| 2000 | ローラ・リニー                 | 『ユー・キャン・カウント・オン・ミー』          | サマンサ・プレスコット ‡                 |
| 2001 | ハル・ベリー                   | 『チョコレート』                                | レティシア・マスグローヴ †               |
| 2001 | ジェニファー・コネリー         | 『ビューティフル・マインド』                    | アリシア・ナッシュ                       |
| 2001 | ジュディ・デンチ               | 『アイリス』                                    | アイリス・マードック ‡                   |
| 2001 | シシー・スペイセク             | 『イン・ザ・ベッドルーム』                      | ルース・ファウラー ‡                     |
| 2001 | レネー・ゼルウィガー           | 『ブリジット・ジョーンズの日記』                | ブリジット・ジョーンズ ‡                 |
| 2002 | レネー・ゼルウィガー           | 『シカゴ』                                      | ロキシー・ハート ‡                       |
| 2002 | サルマ・ハエック               | 『フリーダ』                                    | フリーダ・カーロ ‡                       |
| 2002 | ニコール・キッドマン           | 『めぐりあう時間たち』                          | ヴァージニア・ウルフ †                   |
| 2002 | ダイアン・レイン               | 『運命の女』                                    | コニー・サムナー ‡                       |
| 2002 | ジュリアン・ムーア             | 『エデンより彼方に』                            | キャシー・ウィテカー ‡                   |
| 2003 | シャーリーズ・セロン           | 『モンスター』                                  | アイリーン・ウォーノス †                 |
| 2003 | パトリシア・クラークソン       | The Station Agent                               | オリヴィア・ハリス                       |
| 2003 | ダイアン・キートン             | 『恋愛適齢期』                                  | エリカ・バリー ‡                         |
| 2003 | ナオミ・ワッツ                 | 『21グラム』                                    | クリスティーナ・ペック ‡                 |
| 2003 | エヴァン・レイチェル・ウッド   | 『サーティーン あの頃欲しかった愛のこと』       | トレイシー・ルイス・フリーランド         |
| 2004 | ヒラリー・スワンク             | 『ミリオンダラー・ベイビー』                    | マギー・フィッツジェラルド †             |
| 2004 | アネット・ベニング             | 『華麗なる恋の舞台で』                          | ジュリア・ランバート ‡                   |
| 2004 | カタリーナ・サンディノ・モレノ | 『そして、ひと粒のひかり』                      | マリア ‡                                 |
| 2004 | イメルダ・スタウントン         | 『ヴェラ・ドレイク』                            | ヴェラ・ドレイク ‡                       |
| 2004 | ケイト・ウィンスレット         | 『エターナル・サンシャイン』                    | クレメンタイン・クルシェンスキー ‡       |
| 2005 | リース・ウィザースプーン       | 『ウォーク・ザ・ライン/君につづく道』           | ジューン・カーター †                     |
| 2005 | ジュディ・デンチ               | 『ヘンダーソン夫人の贈り物』                    | ローラ・ヘンダーソン ‡                   |
| 2005 | フェリシティ・ハフマン         | 『トランスアメリカ』                            | ブリー ‡                                 |
| 2005 | シャーリーズ・セロン           | 『スタンドアップ』                              | ジョージー・エイムズ ‡                   |
| 2005 | チャン・ツィイー               | 『SAYURI』                                      | 千代 / さゆり                            |
| 2006 | ヘレン・ミレン                 | 『クィーン』                                    | エリザベス2世 †                          |
| 2006 | ペネロペ・クルス               | 『ボルベール〈帰郷〉』                          | ライムンダ ‡                             |
| 2006 | ジュディ・デンチ               | 『あるスキャンダルについての覚え書き』          | バーバラ・コヴェット ‡                   |
| 2006 | メリル・ストリープ             | 『プラダを着た悪魔』                            | ミランダ・プリーストリー ‡               |
| 2006 | ケイト・ウィンスレット         | 『リトル・チルドレン』                          | サラ・ピアース ‡                         |
| 2007 | ジュリー・クリスティ           | 『アウェイ・フロム・ハー君を想う』              | フィオーナ・アンダーソン ‡               |
| 2007 | ケイト・ブランシェット         | 『エリザベス:ゴールデン・エイジ』               | エリザベス1世 ‡                          |
| 2007 | マリオン・コティヤール         | 『エディット・ピアフ〜愛の讃歌〜』              | エディット・ピアフ †                     |
| 2007 | アンジェリーナ・ジョリー       | 『マイティ・ハート/愛と絆』                     | マリアンヌ・パール                       |
| 2007 | エリオット・ペイジ             | 『JUNO/ジュノ』                                 | ジュノ ‡                                 |
| 2008 | メリル・ストリープ             | 『ダウト〜あるカトリック学校で〜』              | シスター・アロイシアス ‡                 |
| 2008 | アン・ハサウェイ               | 『レイチェルの結婚』                            | キム ‡                                   |
| 2008 | アンジェリーナ・ジョリー       | 『チェンジリング』                              | クリスティン・コリンズ ‡                 |
| 2008 | メリッサ・レオ                 | 『フローズン・リバー』                          | レイ・エディ ‡                           |
| 2008 | ケイト・ウィンスレット         | 『レボリューショナリー・ロード/燃え尽きるまで』 | エイプリル・ウィーラー                   |
| 2009 | サンドラ・ブロック             | 『しあわせの隠れ場所』                          | リー・アン・テューイ †                   |
| 2009 | ヘレン・ミレン                 | 『終着駅 トルストイ最後の旅』                   | ソフィヤ・トルストイ ‡                   |
| 2009 | キャリー・マリガン             | 『17歳の肖像』                                  | ジェニー・メラー ‡                       |
| 2009 | ガボレイ・シディベ             | 『プレシャス』                                  | クレアリース・“プレシャス”・ジョーンズ ‡ |
| 2009 | メリル・ストリープ             | 『ジュリー&ジュリア』                           | ジュリア・チャイルド ‡                   |

### 2010年代
| 年   | 受賞及び候補者             | 作品名                                     | 役名                                             |
| ---- | -------------------------- | ------------------------------------------ | ------------------------------------------------ |
| 2010 | ナタリー・ポートマン       | 『ブラック・スワン』                       | ニナ・セイヤーズ / スワン・クイーン †            |
| 2010 | アネット・ベニング         | 『キッズ・オールライト』                   | ニコール・オールグッド ‡                         |
| 2010 | ニコール・キッドマン       | 『ラビット・ホール』                       | ベッカ・コーベット ‡                             |
| 2010 | ジェニファー・ローレンス   | 『ウィンターズ・ボーン』                   | リー・ドリー ‡                                   |
| 2010 | ヒラリー・スワンク         | 『ディア・ブラザー』                       | ベティ・アン・ウォーターズ                       |
| 2011 | ヴィオラ・デイヴィス       | 『ヘルプ 〜心がつなぐストーリー〜』        | アイビリーン・クラーク ‡                         |
| 2011 | グレン・クローズ           | 『アルバート氏の人生』                     | アルバート・ノッブス ‡                           |
| 2011 | メリル・ストリープ         | 『マーガレット・サッチャー 鉄の女の涙』    | マーガレット・サッチャー †                       |
| 2011 | ティルダ・スウィントン     | 『少年は残酷な弓を射る』                   | エヴァ・カチャドリアン                           |
| 2011 | ミシェル・ウィリアムズ     | 『マリリン 7日間の恋』                     | マリリン・モンロー ‡                             |
| 2012 | ジェニファー・ローレンス   | 『世界にひとつのプレイブック』             | ティファニー・マクスウェル †                     |
| 2012 | ジェシカ・チャステイン     | 『ゼロ・ダーク・サーティ』                 | マヤ・ランバート ‡                               |
| 2012 | マリオン・コティヤール     | 『君と歩く世界』                           | ステファニー                                     |
| 2012 | ヘレン・ミレン             | 『ヒッチコック』                           | アルマ・レヴィル                                 |
| 2012 | ナオミ・ワッツ             | 『インポッシブル』                         | マリア・ベネット ‡                               |
| 2013 | ケイト・ブランシェット     | 『ブルージャスミン』                       | ジャネット・"ジャスミン"・フランシス †           |
| 2013 | エマ・トンプソン           | 『ウォルト・ディズニーの約束』             | パメラ・トラバース                               |
| 2013 | サンドラ・ブロック         | 『ゼロ・グラビティ』                       | ライアン・ストーン ‡                             |
| 2013 | ジュディ・デンチ           | 『あなたを抱きしめる日まで』               | フィロミーナ・リー ‡                             |
| 2013 | メリル・ストリープ         | 『8月の家族たち』                          | ヴァイオレット・ウェストン ‡                     |
| 2014 | ジュリアン・ムーア         | 『アリスのままで』                         | アリス・ホーランド博士 †                         |
| 2014 | ジェニファー・アニストン   | 『Cake/ケーキ 〜悲しみが通り過ぎるまで〜』 | クレア・シモンズ                                 |
| 2014 | フェリシティ・ジョーンズ   | 『博士と彼女のセオリー』                   | ジェーン・ホーキング ‡                           |
| 2014 | ロザムンド・パイク         | 『ゴーン・ガール』                         | エイミー・エリオット・ダン ‡                     |
| 2014 | リース・ウィザースプーン   | 『わたしに会うまでの1600キロ』             | シェリル・ストレイド ‡                           |
| 2015 | ブリー・ラーソン           | 『ルーム』                                 | ジョイ・ニューサム / ママ †                      |
| 2015 | ケイト・ブランシェット     | 『キャロル』                               | キャロル・エアード ‡                             |
| 2015 | ヘレン・ミレン             | 『黄金のアデーレ 名画の帰還』              | マリア・アルトマン                               |
| 2015 | シアーシャ・ローナン       | 『ブルックリン』                           | エイリス・レイシー ‡                             |
| 2015 | サラ・シルバーマン         | I Smile Back                               | Elaine "Laney" Brooks                            |
| 2016 | エマ・ストーン             | 『ラ・ラ・ランド』                         | ミア・ドーラン †                                 |
| 2016 | エイミー・アダムス         | 『メッセージ』                             | ルイーズ・バンクス                               |
| 2016 | エミリー・ブラント         | 『ガール・オン・ザ・トレイン』             | レイチェル・ワトソン                             |
| 2016 | ナタリー・ポートマン       | 『ジャッキー/ファーストレディ 最後の使命』 | ジャッキー・ケネディ ‡                           |
| 2016 | メリル・ストリープ         | 『マダム・フローレンス! 夢見るふたり』     | フローレンス・フォスター・ジェンキンス ‡         |
| 2017 | フランシス・マクドーマンド | 『スリー・ビルボード』                     | ミルドレッド・ヘイズ †                           |
| 2017 | ジュディ・デンチ           | 『ヴィクトリア女王 最期の秘密』            | ヴィクトリア女王                                 |
| 2017 | サリー・ホーキンス         | 『シェイプ・オブ・ウォーター』             | イライザ・エスポジート ‡                         |
| 2017 | マーゴット・ロビー         | 『アイ,トーニャ 史上最大のスキャンダル』   | トーニャ・ハーディング ‡                         |
| 2017 | シアーシャ・ローナン       | 『レディ・バード』                         | クリスティン・"レディ・バード"・マクファーソン ‡ |
| 2018 | グレン・クローズ           | 『天才作家の妻 40年目の真実』              | ジョーン・キャッスルマン ‡                       |
| 2018 | エミリー・ブラント         | 『メリー・ポピンズ リターンズ』            | メリー・ポピンズ                                 |
| 2018 | オリヴィア・コールマン     | 『女王陛下のお気に入り』                   | アン女王 †                                       |
| 2018 | レディー・ガガ             | 『アリー/スター誕生』                      | アリー ‡                                         |
| 2018 | メリッサ・マッカーシー     | 『ある女流作家の罪と罰』                   | リー・イスラエル ‡                               |
| 2019 | レネー・ゼルウィガー       | 『ジュディ 虹の彼方に』                    | ジュディ・ガーランド †                           |
| 2019 | シンシア・エリヴォ         | 『ハリエット』                             | ハリエット・タブマン ‡                           |
| 2019 | スカーレット・ヨハンソン   | 『マリッジ・ストーリー』                   | ニコール・バーバー ‡                             |
| 2019 | ルピタ・ニョンゴ           | 『アス』                                   | アデレード・ウィルソン                           |
| 2019 | シャーリーズ・セロン       | 『スキャンダル』                           | メーガン・ケリー ‡                               |

### 2020年代
| 年   | 受賞及び候補者             | 作品名                                                 | 役名                                                |
| ---- | -------------------------- | ------------------------------------------------------ | --------------------------------------------------- |
| 2020 | ヴィオラ・デイヴィス       | 『マ・レイニーのブラックボトム』                       | マ・レイニー‡                                       |
| 2020 | エイミー・アダムス         | 『ヒルビリー・エレジー 郷愁の哀歌』                    | ベヴ                                                |
| 2020 | ヴァネッサ・カービー       | 『私というパズル』                                     | マーサ・ワイス‡                                     |
| 2020 | フランシス・マクドーマンド | 『ノマドランド』                                       | ファーン†                                           |
| 2020 | キャリー・マリガン         | 『プロミシング・ヤング・ウーマン』                     | カサンドラ・トーマス/キャシー‡                      |
| 2021 | ジェシカ・チャステイン     | 『タミー・フェイの瞳』                                 | タミー・フェイ・ベイカー†                           |
| 2021 | オリヴィア・コールマン     | 『ロスト・ドーター』                                   | レダ・カルーソ‡                                     |
| 2021 | レディー・ガガ             | 『ハウス・オブ・グッチ』                               | パトリツィア・レッジアーニ                          |
| 2021 | ジェニファー・ハドソン     | 『リスペクト』                                         | アレサ・フランクリン                                |
| 2021 | ニコール・キッドマン       | 『愛すべき夫妻の秘密』                                 | ルシル・ボール‡                                     |
| 2022 | ミシェル・ヨー             | 『エブリシング・エブリウェア・オール・アット・ワンス』 | エヴリン・ワン・クワン†                             |
| 2022 | ケイト・ブランシェット     | 『TAR/ター』                                           | リディア・ター‡                                     |
| 2022 | ヴィオラ・デイヴィス       | 『ウーマン・キング 無敵の女戦士たち』                  | ナニスカ                                            |
| 2022 | アナ・デ・アルマス         | 『ブロンド』                                           | マリリン・モンロー‡                                 |
| 2022 | ダニエル・デッドワイラー   | 『ティル』                                             | メイミー・ティル                                    |
| 2023 | リリー・グラッドストーン   | 『キラーズ・オブ・ザ・フラワームーン』                 | モーリー・バークハート‡                             |
| 2023 | アネット・ベニング         | 『ナイアド 〜その決意は海を越える〜』                  | ダイアナ・ナイアド‡                                 |
| 2023 | キャリー・マリガン         | 『マエストロ: その音楽と愛と』                         | フェリシア・モンテアレグレ・コーン・バーンスタイン‡ |
| 2023 | マーゴット・ロビー         | 『バービー』                                           | バービー                                            |
| 2023 | エマ・ストーン             | 『哀れなるものたち』                                   | ベラ・バクスター†                                   |
| 2024 | デミ・ムーア               | 『サブスタンス』                                       | エリザベス‡                                         |
| 2024 | パメラ・アンダーソン       | The Last Showgirl                                      | シェリー・ガードナー                                |
| 2024 | シンシア・エリヴォ         | 『ウィキッド ふたりの魔女』                            | エルファバ・スロップ‡                               |
| 2024 | カルラ・ソフィア・ガスコン | 『エミリア・ペレス』                                   | エミリア・ペレス/マニタス‡                          |
| 2024 | マイキー・マディソン       | 『ANORA アノーラ』                                     | アノーラ†                                           |

## エピソード
これまでに全米映画俳優組合賞主演女優賞を受賞しているにもかかわらず、同年のアカデミー主演女優賞を受賞できなかった女優が以下10名存在する。
- 1994年: ジョディ・フォスター（『ネル』） - ジェシカ・ラング（『ブルースカイ』）に敗北
- 1999年: アネット・ベニング（『アメリカン・ビューティー』） - ヒラリー・スワンク（『ボーイズ・ドント・クライ』）に敗北
- 2002年: レネー・ゼルウィガー（『シカゴ』） - ニコール・キッドマン（『めぐりあう時間たち』）に敗北
- 2007年: ジュリー・クリスティ（『アウェイ・フロム・ハー君を想う』） - マリオン・コティヤール（『エディット・ピアフ〜愛の讃歌〜』）に敗北
- 2008年: メリル・ストリープ（『ダウト〜あるカトリック学校で〜』） - ケイト・ウィンスレット（『愛を読むひと』）に敗北
- 2011年: ヴィオラ・デイヴィス（『ヘルプ 〜心がつなぐストーリー〜』） - メリル・ストリープ（『マーガレット・サッチャー 鉄の女の涙』）に敗北
- 2018年: グレン・クローズ（『天才作家の妻 40年目の真実』） - オリヴィア・コールマン（『女王陛下のお気に入り』）に敗北
- 2020年: ヴィオラ・デイヴィス（『マ・レイニーのブラックボトム』） - フランシス・マクドーマンド（『ノマドランド』）に敗北
- 2023年: リリー・グラッドストーン（『キラーズ・オブ・ザ・フラワームーン』） - エマ・ストーン（『哀れなるものたち』）に敗北
- 2024年: デミ・ムーア（『サブスタンス』） - マイキー・マディソン（『ANORA アノーラ』）に敗北

また、2008年のケイト・ウィンスレット（『愛を読むひと』）は、アカデミー賞では主演女優賞を受賞したが、同年の全米映画俳優組合賞では主演女優賞には候補に挙がらず、助演女優賞を受賞した。

### 複数回受賞者
2回
- フランシス・マクドーマンド（『ファーゴ』、『スリー・ビルボード』）
- レネー・ゼルウィガー（『シカゴ』、『ジュディ』）
- ヴィオラ・デイヴィス（『ヘルプ』、『マ・レイニーのブラックボトム』）

### 複数回候補者
2回
- ジョアン・アレン（『ニクソン』、『ザ・コンテンダー』）
- マリオン・コティヤール（『エディット・ピアフ』、『君と歩く世界』）
- アンジェリーナ・ジョリー（『マイティ・ハート』、『チェンジリング』）
- ダイアン・キートン（『マイ・ルーム』、『恋愛適齢期』）
- ジェニファー・ローレンス（『ウィンターズ・ボーン』、『世界にひとつのプレイブック』）
- スーザン・サランドン（『ザ・クライアント』、『デッドマン・ウォーキング』）
- ナオミ・ワッツ（『21グラム』、『インポッシブル』）
- エマ・トンプソン（『いつか晴れた日に』、『ウォルト・ディズニーの約束』）
- サンドラ・ブロック（『しあわせの隠れ場所』、『ゼロ・グラビティ』）
- リース・ウィザースプーン（『ウォーク・ザ・ライン』、『わたしに会うまでの1600キロ』）
- シアーシャ・ローナン（『ブルックリン』、『レディ・バード』）
- ナタリー・ポートマン（『ブラック・スワン』、『ジャッキー』）
- エミリー・ブラント（『ガール・オン・ザ・トレイン』、『メリー・ポピンズ リターンズ』）
- グレン・クローズ（『アルバート氏の人生』、『天才作家の妻』）
- エイミー・アダムス（『メッセージ』、『ヒルビリー・エレジー』）
- ジェシカ・チャステイン（『ゼロ・ダーク・サーティ』、『タミー・フェイの瞳』）
- オリヴィア・コールマン（『女王陛下のお気に入り』、『ロスト・ドーター』）
- レディー・ガガ（『アリー』、『ハウス・オブ・グッチ』）
- マーゴット・ロビー（『アイ,トーニャ』、『バービー』）
- エマ・ストーン（『ラ・ラ・ランド』、『哀れなるものたち』）
- シンシア・エリヴォ（『ハリエット』、『ウィキッド ふたりの魔女』）

3回
- ヒラリー・スワンク（『ボーイズ・ドント・クライ』、『ミリオンダラー・ベイビー』、『ディア・ブラザー』）
- ジュリアン・ムーア（『ことの終わり』、『エデンより彼方に』、『アリスのままで』）
- シャーリーズ・セロン（『モンスター』、『スタンドアップ』、『スキャンダル』）
- レネー・ゼルウィガー（『ブリジット・ジョーンズの日記』、『シカゴ』、『ジュディ』）
- フランシス・マクドーマンド（『ファーゴ』、『スリー・ビルボード』、『ノマドランド』）
- ニコール・キッドマン（『めぐりあう時間たち』、『ラビット・ホール』、『愛すべき夫妻の秘密』）
- ヴィオラ・デイヴィス（『ヘルプ』、『マ・レイニーのブラックボトム』、『ウーマン・キング』）
- キャリー・マリガン（『17歳の肖像』、『プロミシング・ヤング・ウーマン』、『マエストロ』）

4回
- ケイト・ウィンスレット（『タイタニック』、『エターナル・サンシャイン』、『リトル・チルドレン』、『レボリューショナリー・ロード』）
- ヘレン・ミレン（『クィーン』、『終着駅』、『ヒッチコック』、『黄金のアデーレ』）
- アネット・ベニング（『アメリカン・ビューティー』、『華麗なる恋の舞台で』、『キッズ・オールライト』、『ナイアド』）

5回
- ケイト・ブランシェット（『エリザベス』、『エリザベス:ゴールデン・エイジ』、『ブルージャスミン』、『キャロル』、『TAR』）

6回
- ジュディ・デンチ（『Queen Victoria』、『アイリス』、『ヘンダーソン夫人の贈り物』、『あるスキャンダルについての覚え書き』、『あなたを抱きしめる日まで』、『ヴィクトリア女王』）

10回
- メリル・ストリープ（『激流』、『マディソン郡の橋』、『母の眠り』、『ミュージック・オブ・ハート』、『プラダを着た悪魔』、『ダウト』、『ジュリー&ジュリア』、『マーガレット・サッチャー』、『8月の家族たち』、『マダム・フローレンス!』）